# Atsushi Mio
Atsushi Mio (japanisch 美尾 敦 Mio Atsushi; * 26. Januar 1983 in der Präfektur Kanagawa) ist ein ehemaliger japanischer Fußballspieler.

## Karriere
Mio erlernte das Fußballspielen in der Jugendmannschaft von Shonan Bellmare. Seinen ersten Vertrag unterschrieb er 2001 bei den Ventforet Kofu. Der Verein spielte in der zweithöchsten Liga des Landes, der J2 League. Für den Verein absolvierte er 33 Ligaspiele. 2002 wechselte er zum Erstligisten Kyoto Purple Sanga (heute: Kyoto Sanga FC). Am Ende der Saison 2003 stieg der Verein in die J2 League ab. 2005 wurde er mit dem Verein Meister der J2 League und stieg wieder in die J1 League auf. Am Ende der Saison 2006 stieg der Verein in die J2 League ab. Für den Verein absolvierte er 94 Ligaspiele. 2008 wechselte er zum Ligakonkurrenten Ventforet Kofu. Für den Verein absolvierte er 52 Ligaspiele. 2010 wechselte er zum Drittligisten Gainare Tottori. 2010 wurde er mit dem Verein Meister der Japan Football League und stieg in die J2 League auf. Für den Verein absolvierte er 102 Ligaspiele. 2013 wechselte er zum Ligakonkurrenten FC Gifu. Für den Verein absolvierte er 50 Ligaspiele. Ende 2014 beendete er seine Karriere als Fußballspieler.

## Erfolge
Kyoto Purple Sanga
- Kaiserpokal

Sieger: 2002